# مینکینگ
مینکینگ (به لاتین: Minqing County) یک شهرستان در جمهوری خلق چین است که در فوجو واقع شده‌است.